# Andreas Wissowatius
Andrzej Wiszowaty (1608-1678) fut un théologien unitaire.
Il naquit en Grand-duché de Lituanie, dans une famille de l'aristocratie polonaise. Il était petit-fils par sa mère de Fausto Sozzini. Il étudia à l'Académie des Frères polonais de Raków et desservit plusieurs églises anti-trinitaires à Cologne et en Lituanie. Il vécut toujours errant et poursuivi à cause de l'ardeur avec laquelle il propageait ses doctrines, et mourut en Hollande.
On a de lui plusieurs écrits polémiques, entre autres:
- une thèse contre la Trinité, qui fut réfutée par Leibniz, dans sa Defensio Trinitatis contra Wissowatium (1669).
- Narratio compendiosa, quomodo in Polonia a Trinitariis reformatis separati sint Christiani unitarii (1678)
- Religio rationalis, seu de Rationis judicio in controversiis, etiam theologicis ac religiosis (1685)
- la Bibliotheca Fratrum polonorum (1668), recueil des écrits des Frères polonais édité par ses soins.

## Source
Marie-Nicolas Bouillet  et Alexis Chassang (dir.), « André Wissowatius » dans Dictionnaire universel d’histoire et de géographie, 1878 (lire sur Wikisource)